# Автошлях США 70
Автошлях США 70 (US Route 70 або US Highway 70, US  70) — шосе зі сходу на захід Сполучених Штатів, яке пролягає на 3,832 км від східної Північної Кароліни до східно-центральної Арізони. Це головна магістраль зі сходу на захід південно-східної, південної та південно-західної частини США. Створена як одна з оригінальних магістралей у 1926 році, вона спочатку проходила лише до Голбрука, потім була розширена в 1934 році як маршрут від узбережжя до узбережжя, з нинішньою східною кінцевою станцією біля Атлантичного океану в Атлантику, і колишнім кінцем біля Тихого океану в Лос-Анджелесі. Теперішній західний кінець було скорочено до US 60 / SR 77 у Глобі. До завершення будівництва міжштатної системи автомагістраль США 70 іноді називали «Бродвеєм Америки» через її статус однієї з головних східно-західних магістралей країни. У 1951 році Асоціація шосе 70 США також рекламувала його як «Стежку скарбів».
У перші роки US 70 мав інший маршрут між Кловісом, та східною Арізоною, взявши маршрут поточних US 60 і US 180 до кінцевої точки в Голбруку. US 70 пізніше було перенаправлено до Ель-Пасо, коли US 60 було продовжено до Каліфорнії. Пізніше маршрут US 70 знову було перенаправлено на захід від Аламогордо, уздовж поточного маршруту до Глоуба, а також паралельно з US 60 до загального кінця в Лос-Анджелесі.